# Malwina Kopron
Malwina Kopron (* 16. November 1994 in Puławy) ist eine polnische Leichtathletin, die sich auf de Hammerwurf spezialisiert hat. Zu ihren größten Erfolgen zählt der Gewinn der Bronzemedaille bei den Olympischen Spielen 2021 in Tokio sowie bei den Weltmeisterschaften 2017 in London.

## Sportliche Laufbahn
Erste internationale Erfahrungen sammelte Malwina Kopron 2011 bei den Jugendweltmeisterschaften nahe Lille, bei denen sie mit 57,03 m die Silbermedaille gewann. Im Jahr darauf nahm sie an den Juniorenweltmeisterschaften in Barcelona teil und schied dort in der Qualifikation ohne einen gültigen Versuch aus. 2013 verpasste sie bei den Junioreneuropameisterschaften in Rieti als Vierte mit 63,13 m eine Medaille. 2015 gewann sie bei den U23-Europameisterschaften in Tallinn mit 68,57 m die Bronzemedaille und qualifizierte sich damit auch für die Weltmeisterschaften in Peking, bei denen sie mit 69,53 m in der Qualifikation ausschied. 2016 wurde sie bei den Europameisterschaften in Amsterdam mit 70,91 m Sechste und konnte sich bei den Olympischen Spielen in Rio de Janeiro mit 69,69 m nicht für das Finale qualifizieren. Im Jahr darauf startete sie bei den Weltmeisterschaften in London und gewann dort im Finale mit einer Weite von 74,76 m die Bronzemedaille hinter ihrer Landsfrau Anita Włodarczyk und der Chinesin Wang Zheng. Wenige Wochen später steigerte sie bei den Studentenweltspielen auf Taiwan abermals ihre Bestleistung, stellte einen neuen Meisterschaftsrekord von 76,85 m auf und gewann damit die Goldmedaille.
2018 erreichte Kopron bei den Europameisterschaften in Berlin mit 72,20 m den vierten Platz und 2019 gewann sie bei der Universiade in Neapel mit einer Weite von 70,89 m die Silbermedaille hinter der Ukrainerin Iryna Klymez. Anschließend verpasste sie bei den Weltmeisterschaften in Doha mit 70,46 m den Finaleinzug, gewann aber kurz darauf bei den Militärweltspielen in Wuhan mit einem Wurf auf 67,12 m die Bronzemedaille hinter der Chinesin Wang Zheng und der Slowakin Martina Hrašnová. 2020 siegte sie mit 73,43 m beim Janusz Kusociński Memorial und im Jahr darauf siegte sie mit 74,74 m beim Ostrava Golden Spike sowie mit 75,40 m auch bei den Paavo Nurmi Games und siegte mit 74,93 m erneut beim Janusz Kusociński Memorial. Zudem nahm sie im August erneut an den Olympischen Spielen in Tokio teil und gewann dort mit einer Weite von 75,49 m im Finale die Bronzemedaille hinter Landsfrau Anita Włodarczyk und Wang Zheng aus China.
2022 schied sie bei den Weltmeisterschaften in Eugene mit 70,37 m in der Qualifikationsrunde aus und brachte anschließend bei den Europameisterschaften in München keinen gültigen Versuch zustande. Im Jahr darauf wurde sie bei der 1. Liga der Team-Europameisterschaft im Rahmen der Europaspiele in Chorzów mit 71,18 m Dritte und anschließend brachte sie bei den Weltmeisterschaften in Budapest im Finale keinen gültigen Versuch zustande. 2024 belegte sie bei den Europameisterschaften in Rom mit 69,72 m den siebten Platz, ehe sie bei den Olympischen Sommerspielen in Paris mit 67,68 m den Finaleinzug verpasste.
In den Jahren 2019, 2021 und 2022 wurde Kopron polnische Meisterin im Hammerwurf.